# 512 Taurinensis
512 Taurinensis é um asteroide que orbita o Sol. É um asteroide tipo S, com um período de rotação de 5,59 horas. Foi descoberto por Max Wolf no Observatório Heidelberg-Königstuhl em 23 de junho de 1903. Sua designação provisória era 1903 LV. Esse objeto é um asteroide cruzador de Marte.